# Kaito Kubo
Kaito Kubo (japanisch 久保 海都 Kubo Kaito; * 5. November 1993 in Morioka) ist ein japanischer Fußballspieler.

## Karriere
Kubo erlernte das Fußballspielen in der Schulmannschaft der Morioka Commercial High School und der Universitätsmannschaft der Kanto-Gakuin-Universität. Seinen ersten Vertrag unterschrieb er 2016 bei Grulla Morioka. Der Verein spielte in der dritthöchsten Liga des Landes, der J3 League. Für den Verein absolvierte er 43 Ligaspiele. 2019 wechselte er zum Omiya SC.